# Épinay-Champlâtreux
Épinay-Champlâtreux är en kommun i departementet Val-d'Oise i regionen Île-de-France i norra Frankrike. Kommunen ligger i kantonen Luzarches som tillhör arrondissementet Sarcelles. År 2022 hade Épinay-Champlâtreux 58 invånare.

## Befolkningsutveckling
Antalet invånare i kommunen Épinay-Champlâtreux
| Referens: INSEE |